# Generación del 37
La Generación del '37 fue un movimiento intelectual argentino de mediados del siglo XIX, que propugnaba el abandono de los modos meramente monárquicos heredados de la colonia española y la instalación de una democracia que garantizase los derechos de los ciudadanos. Estas ideas fueron transmitidas mediante sus obras literarias, influenciadas estilísticamente por el Romanticismo inglés y francés, y tuvieron una crucial importancia en el período conocido como la Organización Nacional, entre 1852 y 1880. El nombre del movimiento le fue dado por el año 1837, en que se creó el Salón Literario al que la mayor parte de sus miembros pertenecieron. Sus principales exponentes fueron Domingo Faustino Sarmiento, Juan María Gutiérrez, Esteban Echeverría, Juan Bautista Alberdi y Juana Manso.
Tras el período de la independencia de la corona española, el país se vio envuelto en una serie de guerras civiles y dividido en estados provinciales autónomos. Tras una de estas guerras civiles, los vencedores se inspiraron en la obra de la Generación del 37 para sancionar la Constitución de 1853, que dio inicio a la Organización Nacional.

## Orígenes

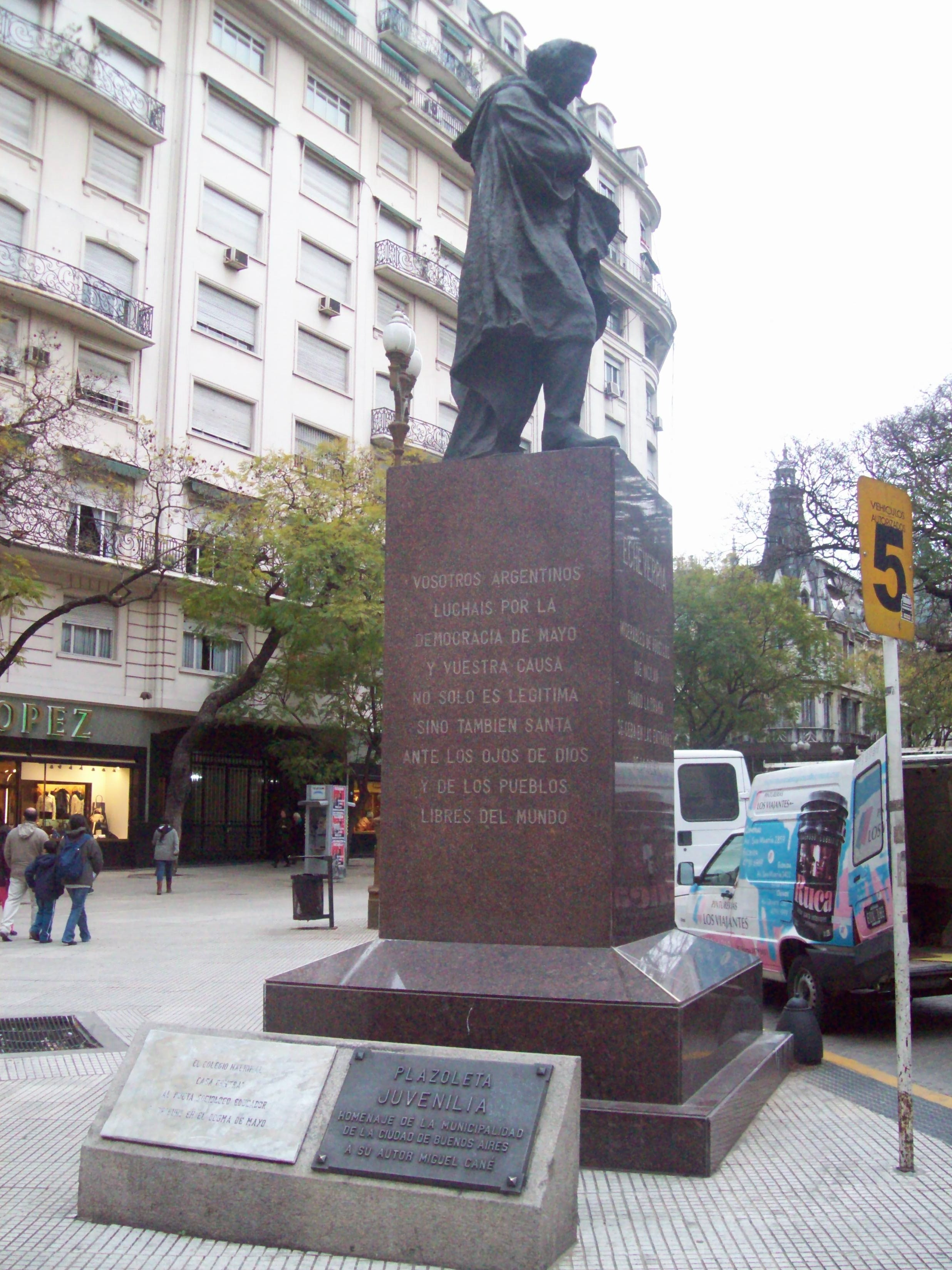
Monumento a Esteban Echeverría, ubicado en la ciudad de Buenos Aires, en la calle Florida al desembocar en Marcelo T. de Alvear, que reza: "Vosotros argentinos lucháis por la democracia de Mayo y vuestra causa no sólo es legítima sino también santa ante los ojos de Dios y de los pueblos libres del mundo". A sus pies una placa del Colegio Nacional de Buenos Aires: "El Colegio Nacional Casa Central al poeta, sociólogo, educador y tribuno en el dogma de Mayo".

Muchos de sus miembros fueron exalumnos del Colegio de Ciencias Morales (el actual Colegio Nacional de Buenos Aires), formado por Bernardino Rivadavia durante su presidencia de las Provincias Unidas del Río de la Plata: Esteban Echeverría, Vicente Fidel López, Juan María Gutiérrez, Miguel Cané (padre), José Mármol, Félix Frías, Carlos Tejedor, Luis Domínguez, Marco Avellaneda, Antonino Aberastain, Marcos Paz y Juan Bautista Alberdi. Domingo Faustino Sarmiento, de hecho, se lamentó en  su libro Recuerdos de provincia de no haber salido favorecido en el sorteo para continuar sus estudios secundarios en ese colegio. El Colegio de Ciencias Morales fue justamente clausurado por presión de Juan Manuel de Rosas, en ese momento gobernador de la provincia de Buenos Aires y su único líder de facto.

Concluyó mi aprendizaje de la escuela por una de aquellas injusticias tan frecuentes, de que me he guardado yo cuando me he hallado en circunstancias análogas. Don Bernardino Rivadavia, aquel cultivador de tan mala mano, y cuyas bien escogidas plantas debían ser pisoteadas por los caballos de Quiroga, López, Rosas y todos los jefes de la reacción bárbara, pidió a cada provincia seis jóvenes de conocidos talentos para ser educados por cuenta de la nación, a fin de que, concluidos sus estudios, volviesen a sus respectivas ciudades a ejercer las profesiones científicas y dar lustre a la patria.

Pedíase que fuesen de familia decente, aunque pobres, y don Ignacio Rodríguez fue a casa a dar a mi padre la fausta noticia de ser mi nombre el que encabezaba la lista de los hijos predilectos que iba a tomar bajo su amparo la nación. Empero se despertó la codicia de los ricos, hubo empeños, todos los ciudadanos se hallaban en el caso de la donación, y hubo de formarse una lista de todos los candidatos; echóse a la suerte la elección, y como la fortuna no era el patrono de mi familia, no me tocó ser uno de los seis agraciados. ¡Qué día de tristeza para mis padres aquel en que nos dieron la fatal noticia del escrutinio! Mi madre lloraba en silencio, mi padre tenía la cabeza sepultada entre sus manos.
Y, sin embargo, la suerte, que había sido injusta conmigo, no lo fue con la provincia, si no es que ella no supo aprovechar después de los bienes que se le prepararon.
(...) 

Lo único que hay claro, es que ninguno de los seis jóvenes educados por Bernardino Rivadavia ha permanecido en San Juan, privándose esta provincia de recoger el fruto de aquella medida que por sí sola bastaría para hacer perdonar a aquel gobierno muchas otras faltas.
Domingo Faustino Sarmiento, Recuerdos de provincia (fragmentos).

En 1837 se formó en Buenos Aires el Salón Literario, cuyos participantes habituales eran Miguel Cané (padre), Juan Bautista Alberdi, Juan María Gutiérrez, Esteban Echeverría, Vicente Fidel López, Marcos Sastre, Pedro de Angelis, Felipe Senillosa y Juana Manso, entre otros. Debido al hondo contenido político de sus discusiones literarias, fue disuelto luego de seis meses de su creación en respuesta a los reiterados llamados de atención de portavoces del gobierno, en aquel entonces a mano de Juan Manuel de Rosas. Pero ya había logrado echar las bases de un movimiento político liderado por Esteban Echeverría, quien fue el presidente y uno de los fundadores de la organización clandestina Asociación de Mayo. Fueron sus miembros: el mismo Esteban Echeverría, Juan Bautista Alberdi, Vicente Fidel López, Juan María Gutiérrez, Migue Cané (padre), Juan Carlos Gómez, Benjamín Villafañe, Bartolomé Mitre, Carlos Tejedor, Albarracín, Álvarez, Arana, Barros Pazos, Bermúdez, Carrasco, Castellota, Corvalán, Costa, Domínguez, Eguía, Avelino Ferreyra, Félix Frías, Irigoyen, Lafuente, Lamarca, Lozano, José Mármol, Paulino Paz, Peña, Quiroga Rosas, Jacinto Rodríguez Peña, José Rivera Indarte, Silva, Somellera, Thompson, Florencio Varela y Francisco Wright. El acto fundacional, convocado por Echeverría junto con Juan Bautista Alberdi y Juan María Gutiérrez, se realizó el 23 de junio de 1837. Expresamente declaraban que no eran unitarios ni federales, si bien simpatizaban con la tendencia a la unidad de los primeros, pretendían un gobierno central y un sistema de gobiernos municipales que garantizaran los derechos sociales siguiendo los principios e instituciones de una república democrática, lo que llamaron el "Dogma Socialista de Mayo", ya que eran las razones por las que consideraban que se había declarado la libertad en 1810. El 9 de julio de 1837, día de la conmemoración de la Independencia Argentina, "se celebró la efemérides con un banquete donde se improvisó la última bandera azul y blanca que se viera en Buenos Aires desde muchos años atrás y no volvió a aparecer según Juan María Gutiérrez sino hasta después de la batalla de Caseros.
La figura de Juana Manso asumiendo sus ideales vivió su etapa de formación en tiempos de enfrentamientos entre liberales y conservadores, federales y unitarios. Su familia, inscripta en esta última ideología, padeció persecución y el exilio. A modo de ejemplo, se destaca la participación y colaboración de  su padre con el  gobierno de Rivadavia, quien impulsó y fomentó la educación.
El sanjuanino Domingo Faustino Sarmiento sería considerado de la misma ideología.

## Ideales
Los románticos de la Generación del '37 se consideraban «hijos» de la Revolución de Mayo, acaecida en 1810,  porque habían nacido poco después de su estallido. Sin embargo, consideraban que eran los únicos capacitados para hacer progresar el país, y que tendrían que haber sido los «abuelos» de la Revolución. Se consideraban contrarrevolucionarios ya que —aunque estaban de acuerdo con haberse independizado de España— no compartían cómo se había llevado a cabo dicha revolución.
Una figura poco central por el hecho de ser mujer fue Juana Manso. Quién como parte del movimiento romántico y el pensamiento racionalista de la época, creía que la humanidad tenía un destino inevitable de progreso, pero a diferencia de las declamaciones teóricas, sostenía que esto no era posible ni ético sin la participación de colectivos marginados de la vida cívica. De allí su compromiso militante trabajando para combatir la esclavitud, el racismo y la eliminación de los pueblos originarios. 
La generación del 37 se reunía principalmente en la trastienda de la librería de Marcos Sastre y denominaron a esta reunión “Salón Literario”. Donde varios participantes publicaron diversos artículos periodísticos que los vinculaban con la vida intelectual. 
Marcos Sastre era un educador y escritor nacido en Uruguay que se radicó en Argentina. En el Salón Literario, sus invitados hablaban principalmente sobre literatura, arte y moda, pero también sobre la cultura en general y sobre la política.
Por esta razón, el gobierno de Juan Manuel de Rosas reprobaba estas reuniones que se detuvieron al tiempo de haber comenzado.
Uno de los objetivos de la Generación del '37 era el de poder descubrir los orígenes de los miembros de la generación, los cuales no los encontraban con la llegada de los conquistadores españoles a América en 1492 sino en la Revolución de Mayo, acontecida sólo veintisiete años atrás.

## Literatura
La Generación del '37 se caracterizó por el distanciamiento con respecto a la tradición española y se manifestó en la literatura mediante la adopción del Romanticismo francés y el inglés como modelos. Algunas de las obras de ese período fueron:
- El cuento El matadero de Esteban Echeverría, y su poema La cautiva. Un joven Echeverría recién vuelto de sus estudios en Francia publicó en un diario local en forma anónima en 1832 lo que fue considerado el primer relato romántico, Elvira o la novia del Plata,[11] mientras que El matadero se considera el primer relato realista argentino.[11] El matadero, de estilo diferente de sus otras obras fue publicado muchos años después de su muerte y atribuido a su persona,[11] pero Echeverría fue más relevante por sus obras de contenido político que desde el contenido literario;[11] fue el redactor del Dogma Socialista y la ojeada[5] retrospectiva que lo acompaña en 1946.[11]

- El Gigante Amapolas o al menos ver las Bases (1852)  de Juan Bautista Alberdi.[5]

- La novela Facundo o civilización y barbarie en las pampas argentinas, de Domingo Faustino Sarmiento, una visión de la vida de Juan Facundo Quiroga.[5]

- La novela Amalia de José Mármol,[12] y anterior a eso sus poesías líricas, que lo hicieron tan famoso.[5]

Algunos ejemplos:

Los esclavos, o los hombres sometidos al poder absoluto, no tienen patria, porque la patria no se vincula a la tierra natal, sino en el libre ejercicio de los derechos ciudadanos.
Esteban Echeverría, inscripción al pie del monumento.

A Rosas. El 25 de mayo de 1843 (fragmentos).

¡Ah, Rosas! Nada hiciste por el eterno y santo

Sublime juramento que Mayo pronunció;

Por eso vilipendias y lo abominas tanto,

Y hasta en sus tiernos hijos tu maldición cayó!

Cuando de bayonetas se despeñó un torrente

Bordando de victorias el mundo de Colón,

Salvaje, tú dormías tranquilo solamente

Sin entreabrir tus ojos al trueno del cañón.

Y cuando tus hermanos al pie del Chimborazo

Sus altaneras sienes vestían de laurel,

Al viento la melena, jugando con tu lazo,

Por la desierta pampa llevabas tu corcel.

¡Ah! Nada te debemos los argentinos, nada,

Sino miseria, sangre, desolación sin fin;

Jamás en las batallas se divisó tu espada,

Pero mostraste pronto la daga de Caín!

Cuando a tu patria viste debilitado el brazo,

Dejaste satisfecho la sombra del ombú,

Y, al viento la melena, jugando con tu lazo,

Las hordas sublevaste, salvajes como tú.

Y tu primer proeza, tu primitivo fallo

Fue abrir con tu cuchillo su virgen corazón,

Y atar ante tus hordas al pie de tu caballo

Sus códigos, sus palmas y el rico pabellón.

(...)

¡Sí, Rosas, te maldigo! Jamás dentro mis venas

La hiel de la venganza mis horas agitó;

Como hombre te perdono mi cárcel y cadenas,

Pero como argentino las de mi patria, no.

Por ti esa Buenos Aires que alzaba y oprimía

Sobre su espalda un mundo, bajo su pie un león,

Hoy, débil y postrada, no puede en su agonía

Ni domeñar siquiera tu bárbara ambición.
José Mármol 
(sus poesías fueron publicadas
 en Buenos Aires recién en 1854, 
dos años después de la caída de Rosas).

La sociedad argentina estaba [a 1837] dividida en dos facciones irreconciliables por sus tendencias y sus odios. La federal, vencedora, que se apoyaba en las masas populares y era la expresión genuina de sus instintos semibárbaros, y la unitaria, vencida, en el destierro, con buenas tendencias, pero que había fundado escuelas sin bases locales de criterio socialista y algo antipática por sus arranques soberbios de exclusivismo y supremacía.
Esteban Echeverría, en su Ojeada retrospectiva.

[Los unitarios] no han pensado nunca sino en una restauración; nosotros queremos una regeneración.
Esteban Echeverría

...que el cuerpo social debe garantir y afianzar los derechos del hombre, aliviar la miseria y desgracia de los ciudadanos y propender a su prosperidad e instrucción; que la ignorancia es la causa de esa inmoralidad que apaga todas las virtudes y produce todos los crímenes; que ningún ciudadano podrá ser penado sin proceso y sentencia legal; que las cárceles son para seguridad, no para castigo de los reos; que el crimen es la infracción a la ley vigente; que todo ciudadano debe sobrellevar cuantos sacrificios demande la patria... y que por su parte cada ciudadano debe contribuir al sostén y conservación de los derechos de sus conciudadanos y a la felicidad pública; que un habitante de Buenos Aires ni ebrio ni dormido debe tener aspiraciones contra la libertad de su patria; ellas en fin declaran que sólo el pueblo es el origen y el creador de todo poder...
Esteban Echeverría (representación)

Quisimos ser independientes para poder ser libres. ¿Y lo somos, señores, después de tantos sacrificios? No. El gran pensamiento de las revoluciones y el único que las sanciona y las legitima es la regeneración política y social; sin él, serían la mayor calamidad con que la Providencia puede afligir a los pueblos. Tenemos independencia, base de nuestra completa regeneración; pero nos falta... la techumbre, el abrigo de los derechos, el complemento del edificio político, la LIBERTAD, porque nuestra regeneración apenas si ha comenzado.
Esteban Echeverría, en el banquete del 9 de julio de 1837 (representación)

...El objeto principal que nos proponemos es la fraternidad de todos los hijos de nuestra tierra por medio de un dogma social común. Ese dogma es el dogma de mayo, es decir el dogma de la patria. La religión social... que V.S. como todo patriota, debe tener grabada en el fondo de su corazón, pero que desgraciadamente unos han comprendido de un modo y otros de otro; es la religión que nosotros invocamos como principio fecundo de concordia y fraternidad. No somos ni unitarios ni federales... Queremos, en la organización nacional, la soberanía e independencia en todo lo relativo a su régimen unitario y la erección de un gobierno central para la gestión de los intereses y la dirección de los negocios generales... Queremos para asegurar el goce de las garantías sociales, la organización del sistema municipal en cada distrito, en cada villa, en cada departamento de provincia y V.E. no debe ignorar que el sistema municipal es el fundamento necesario a toda federación bien consolidada y cimentada... No existe el convencimiento de que nadie en la República está en situación más ventajosa que V.E. para... promover con suceso la fraternidad de todos los argentinos y la pacificación de nuestra tierra. Esa gloria es envidiable y si V.E. la conquista merecerá, sin duda, el título de primer grande hombre de nuestra República Argentina.
Esteban Echeverría, al gobernador de Entre Ríos Justo José de Urquiza, al enviarle un ejemplar del Dogma Socialista de Mayo

En la lápida de Florencio Varela, asesinado por orden de Manuel Oribe en la noche del 20 de marzo de 1848.

Muerto a la libertad, nació a la historia,

Y es su sepulcro templo de su gloria.
José Mármol

“(...) Jusgais que sin educar al pueblo, ¿podrais constituirnos, y moralizaros? ¿Queréis hacer revivir el esplendor de la iglesia? ¿Y por qué vais con tanta lentitud en lo que respecta a la educación popular?¿Creéis que la Religión y la moral se debe escribir solo en el exterior de los hombres?
Si no formáis el corazón de la juventud, si no educáis el alma de los niños, no con preceptos, ni con reglas confusas, con la enseñanza práctica, con la teoría reducida a acción, ¿queréis hacer un pueblo moral y religioso?
Nunca lo conseguiréis. Nunca habrá orden estable en el país. El pueblo será siempre una fuerza bruta, cuyo brazo estará a las órdenes del primer caudillo que lo quiera armar. (...)”
Por medio de este fragmento, podemos considerar sus aportes a la importancia en destinar un financiamiento al sistema educativo, como cimientos necesarios para el crecimiento y progreso  de la  Nación.
Juana Manso,“Album de Señoritas”, Tomo I, N°4, 22 de enero de 1854.

“(...)Las grandes teorías sobre la necesidad redoblada educar a los pueblos republicanos, la necesidad urgentísima de dar a cada hombre la interna fuerza que sirve ante el mural a los desbordes de las pasiones y las malas propensiones.La consolidación del sistema, tornándolo uno de los primeros ramos de la administración pública, por medio de leyes que forman la renta y garanticen en el tiempo ilimitado, la siempre renaciente personalidad de la infancia como una iniciación del arte de enseñar basado en la METODOLOGÍA, son principios indestructibles lanzados por Mr. Mann en cuerpo luminoso de doctrinas que han elevado por primera vez la educación a su rango de ciencia social(...)”
Horacio Mann. “Lecturas de la educación”,  Anales de la educación común  VI. Buenos Aires, 1869. Trad. Juana Manso.

## Etapas posteriores
Después de creada la Asociación de Mayo, así lo contaba Esteban Echeverría: "...Se trataba de ensanchar el círculo de la asociación, de ramificarla por la campaña, donde quiera que hubiese patriotas; de reunir bajo una bandera de fraternidad y de patria, todas las opiniones, de trabajar, si era posible, en la fusión de los partidos, de promover la formación en las provincias de asociaciones motrices que obrasen de man-común con la central de Buenos Aires, y de hacer todo esto con el sigilo y la prudencia que exigía la vigilancia de los esbirros de Rosas y de sus procónsules del interior.
"Considerábamos que el país no estaba maduro para una revolución material, y que esta, lejos de darnos Patria, nos traería o una restauración (la peor de todas las revoluciones) o la anarquía, o el predominio de nuevos caudillos.
"Creíamos que sólo sería útil una revolución material que marcase un progreso en la regeneración de nuestra Patria.
"Creíamos que antes de apelar a las armas para conseguir ese fin, era preciso difundir, por medio de una propaganda lenta pero incesante, las creencias fraternizadoras, reanimar en los corazones el sentimiento de la Patria amortiguado por el desenfreno de la guerra civil y por los atentados de la tiranía, y que sólo de ese modo se lograría derribarla sin derramamiento de sangre.
"Creíamos indispensable, cuando llamábamos a todos los patriotas a alistarse bajo una bandera de fraternidad, igualdad y libertad para formar un partido nacional, hacerles comprender que no se trataba de personas, sino de patria y regeneración por medio de un dogma que conciliase todas las opiniones, todos los intereses, y los abrazase en su vasta y fraternal unidad.
"Contábamos con resortes materiales y morales para establecer nuestra propaganda de un modo eficaz. En el ejército de Rosas había muchos jóvenes oficiales patriotas, ligados con vínculos de amistad a miembros de la asociación. Estábamos seguros que gran número de hacendados ricos y de prestigio en la campaña de Buenos Aires abrazarían nuestra causa. En las provincias del interior pululaba una juventud bien dispuesta a confraternizar con nosotros. Todo nos prometía un éxito feliz; y a fe que la revolución del Sur, la de Maza, los sucesos de las provincias, probaron después que nuestra previsión era fundada, y que existían inmensos elementos para realizar sin sangre en momento oportuno, una revolución radical y regeneradora, tal cual la necesitaba el país. Todo esto se ha perdido; la historia dirá por qué; no queremos nosotros decirlo."